# Джеймс Браун
Джеймс Браун (на английски: James Brown), е американски певец, композитор, музикален продуцент и шоумен, нареждан сред най-влиятелните фигури в поп музиката.
Наричан е Кръстник на соула, защото оказва пряко влияние върху еволюирането на госпела и ритъм енд блуса в соул и фънк. Той оставя голяма следа в музикални жанрове като рок, джаз, реге, диско, танцова и електронна музика, афробийт и хип-хоп. Характерни за него са музикалните крясъци, трескавият танц и необичайният ритмичен стил.
Браун започва музикалната си кариера през 1953 и се изстрелва към върха на славата в края на 1950-те и началото на 1960-те години след разтърсващи изпълнения на живо и поредица от много добре приети хитове. Въпреки разнообразните лични проблеми и пречки, той продължава да прави хитове до края на 1980-те г. През 1960-те и 1970-те години Браун е замесен в няколко политически скандала в Америка, свързани предимно с дейността му на активист в защита на афроамериканците и бедните. Изнася концерт в Зала 1 на НДК в София през 1996 година.
Джеймс Браун е известен с много прозвища, сред които Soul Brother Number One ('Соул брат номер едно'), Mr. Dynamite ('Господин Динамит'), The Hardest-Working Man in Show Business ('Най-големият черноработник в шоу бизнеса'), Minister of The New New Super Heavy Funk ('Свещеникът на новия нов свръхтежък фънк'), Mr. Please Please Please ('Господин Моля-Моля-Моля') и най-известното – The Godfather of Soul ('Кръстникът на соула').
Умира от пневмония на 25 декември 2006 г. През 2019 г. разследване на CNN води до предположения, че е бил убит.

## Дискография
- 1959 Try Me!
- 1959 Please Please Please
- 1960 Think
- 1961 James Browns Presents His Band
- 1961 The Amazing James Brown
- 1961 Night Train
- 1962 Shout & Shimmy
- 1962 Tours the U.S.A.
- 1962 Jump Around
- 1963 Live at the Apollo (1963)
- 1963 Prisoner of Love
- 1964 Pure Dynamite! Live at the Royal
- 1964 Showtime
- 1964 Out of Sight
- 1964 Grits & Soul
- 1965 Papa's Got a Brand New Bag
- 1965 James Brown Plays James Brown
- 1965 Papa's Got a Brand New Bag
- 1966 I Got You (I Feel Good)
- 1966 James Brown Plays New Breed
- 1966 It's a Man's Man's Man's World
- 1966 Handful of Soul
- 1966 Mighty Instrumentals
- 1966 James Brown Sings Christmas Songs
- 1967 Sings Raw Soul
- 1967 Live at the Garden
- 1967 James Brown Plays the Real Thing
- 1967 Cold Sweat
- 1968 I Can't Stand Myself When You Touch Me
- 1968 I Got the Feelin
- 1968 James Brown Plays Nothing But Soul
- 1968 Live at the Apollo
- 1968 James Brown Sings out of Sight
- 1968 James Brown Presents His Show of Tomorrow
- 1968 Soul Party
- 1968 A Soulful Christmas
- 1968 A Thinking About Little Willie
- 1969 Say It Loud, I'm Black and I'm Proud
- 1969 Gettin' Down to It
- 1969 It's a Mother
- 1969 The Popcorn
- 1969 Plays Rhythm & Blues
- 1969 Excitement
- 1970 Ain't It Funky
- 1970 Soul on Top
- 1970 It's a New Day -- So Let a Man Come In
- 1970 Sex Machine (live)
- 1970 Hey America
- 1971 She Is Funky Down Here
- 1971 Hot Pants
- 1971 Revolution of the Mind (live)
- 1971 Super Bad (live)
- 1971 Soul Brother No. 1
- 1972 There It Is
- 1972 Get on the Good Foot
- 1973 Black Caesar
- 1973 Slaughter's Big Rip-Off
- 1973 The Payback
- 1974 Hell
- 1974 Reality
- 1975 Sex Machine Today
- 1975 Everybody's Doin' the Hustle
- 1976 Get up Offa That Thing
- 1976 Bodyheat
- 1976 Hot
- 1977 Mutha's Nature
- 1977 Strangers
- 1978 Jam/1980's
- 1978 Take a Look at Those Cakes
- 1979 The Original Disco Man
- 1979 Mister Dynamite
- 1980 People
- 1980 Hot on the One (live)
- 1980 Soul Syndrome
- 1981 Nonstop!
- 1981 The Third Coming
- 1981 Live in New York
- 1981 Special
- 1982 Mean on the Scene (live)
- 1983 Bring It On!
- 1985 Live in Concert
- 1986 Gravity
- 1988 I'm Real
- 1991 Love Over-Due
- 1992 Universal James
- 1995 Live at the Apollo 1995
- 1998 I'm Back
- 1999 The Merry Christmas Album
- 2001 Get up Offa That Thing (live)
- 2002 Super Bad – Live
- 2002 Startime Live
- 2002 In Concert (live)